# Eerste Nederlandsche Coöperatieve Beetwortelsuikerfabriek
De Eerste Nederlandsche Coöperatieve Beetwortelsuikerfabriek (CBS) is een van de twee voormalige fabrieken in Sas van Gent voor de verwerking van suikerbieten. Ze heeft bestaan van 1899 tot 1989.

## Geschiedenis
De fabriek werd opgericht op 19 oktober 1899 door een coöperatie van 173 Zeeuws-Vlaamse akkerbouwers. Het was de eerste coöperatieve suikerfabriek in Nederland. De coöperatie doorbrak het monopolie van de reeds aanwezige suikerfabrieken die alle in particuliere handen waren en tot onderlinge afspraken waren gekomen. De tweede coöperatieve fabriek verscheen in 1908 te Dinteloord. In 1916 waren er reeds zeven coöperatieve suikerfabrieken.
De eerste fusie in de wereld der coöperatieve suikerfabrieken voltrok zich in 1947. Toen werden de Verenigde Coöperatieve Suikerfabrieken (VCS) opgericht, maar Sas van Gent was daar niet bij betrokken. Uiteindelijk fuseerden alle Nederlandse coöperatieve suikerfabrieken in 1966 tot de "Coöperatieve Vereniging Suiker Unie U.A.", kortweg Suiker Unie.

## Einde
Ondertussen ontstond er overcapaciteit op de suikermarkt, onder meer door de komst van alternatieve zoetstoffen en door het hogere suikergehalte van de bieten. Dit leidde uiteindelijk in 1989 tot de sluiting van de fabriek te Sas van Gent.
Een grote suikersilo herinnert nog aan deze fabriek. De voormalige suikerloodsen zijn sinds 2015 in gebruik bij het Industrieel Museum Zeeland.